# Michelle Jenner

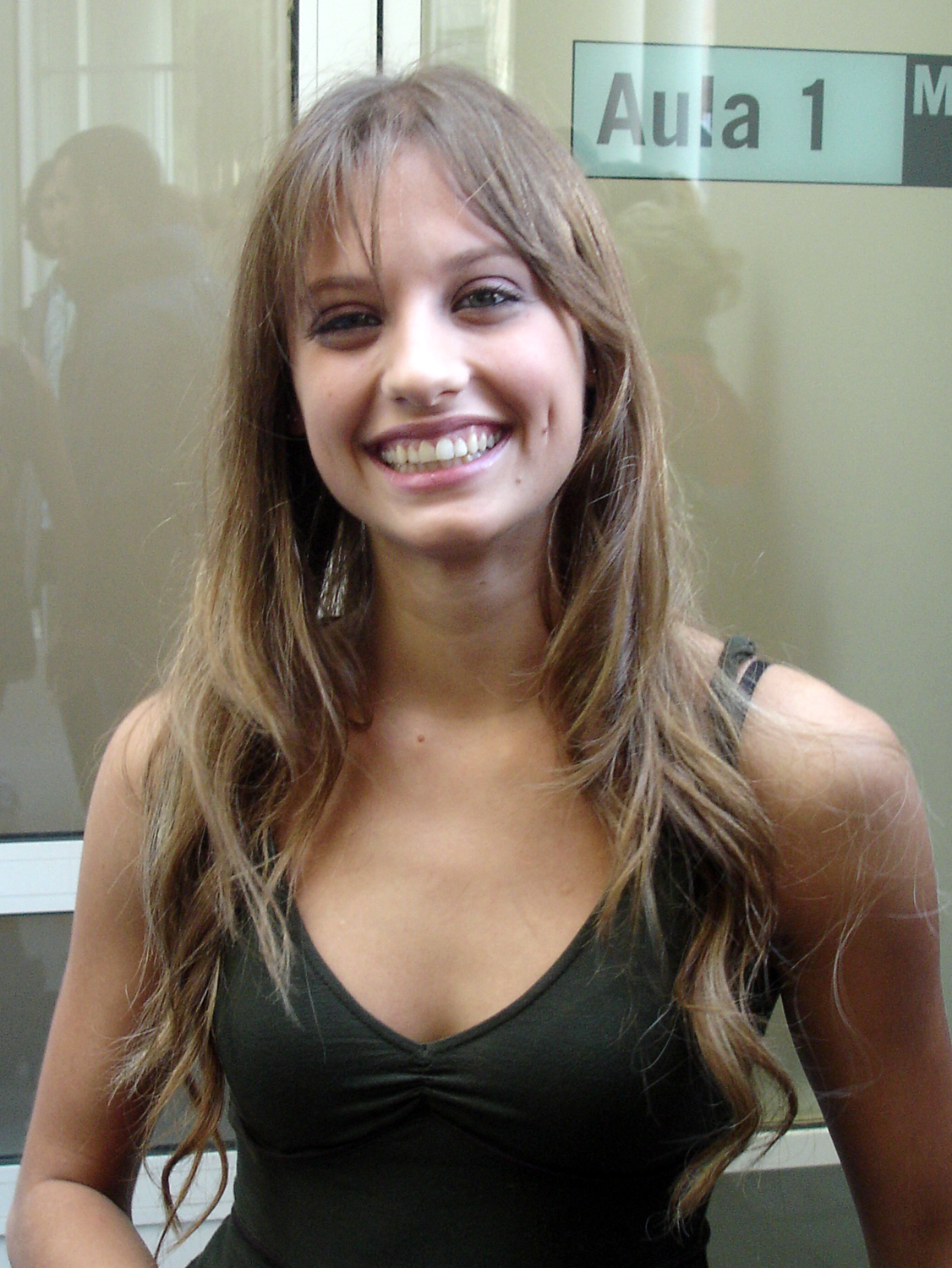
Michelle Jenner (2007)

Michelle Jenner Husson (* 14. September 1986 in Barcelona) ist eine spanische Schauspielerin.

## Karriere
Jenner hatte Rollen in Fernsehserien wie beispielsweise El cor de la ciutat, Los hombres de Paco oder Todas las mujeres. Im Fernsehfilm Més enllà de les estrelles (2003) agierte sie in der Rolle der Carmeta. Im Drama Nubes de verano (2004) mimte sie die Rolle der Natalia. In der Komödie Spanish Movie (2009) verkörperte sie die Rolle der Hada.
In Verlieb dich nicht in mich übernahm sie die weibliche Hauptrolle an der Seite von Eduardo Noriega.

## Filmografie (Auswahl)
- 2000: Faust: Love of the Damned
- 2001–2002: El cor de la ciutat (Fernsehserie, 4 Episoden)
- 2003: Més enllà de les estrelles (Fernsehfilm)
- 2004: Nubes de verano
- 2005–2010, 2021: Los hombres de Paco (Fernsehserie, 111 Episoden)
- 2008: Íntimos y extraños. 3 historias y 1/2
- 2008: Don Juan Itinerante (Fernsehfilm)
- 2009: Spanish Movie
- 2010: Circuit
- 2010: Todas las mujeres (Fernsehserie, 6 Episoden)
- 2011: No tengas miedo
- 2011: Extraterrestre
- 2011–2014: Isabel (Fernsehserie, 39 Episoden)
- 2012: Tad Stones – Der verlorene Jäger des Schatzes! (Las aventuras de Tadeo Jones, Stimme)
- 2013: Todas las mujeres
- 2014: Open Windows
- 2015: Einmal Mond und zurück (Atrapa la bandera, Stimme)
- 2016: The Broken Crown (La corona partida)
- 2016: We Need to Talk (Tenemos que hablar)
- 2016: Julieta
- 2016: Verlieb dich nicht in mich (Nuestros amantes)
- 2016: Ozzy (Stimme)
- 2016: En tu cabeza
- 2017: Tad the Lost Explorer and the Secret of King Midas (Tadeo Jones 2: El secreto del Rey Midas, Stimme)
- 2018: Gun City (La sombra de la ley)
- 2018: Die Kathedrale des Meeres (La catedral del mar, Fernsehserie, 4 Episoden)
- 2018: El Continental (Fernsehserie, 10 Episoden)
- 2018: Mylove Lost (Miamor perdido)
- 2020–2021: The Idhun Chronicles (Memorias de Idhún, Fernsehserie, 10 Episoden, Stimme)
- 2021: Die Köchin von Castamar (La cocinera de Castamar, Fernsehserie, 12 Episoden)
- 2022: Tad Stones und die Suche nach der Smaragdtafel (Tad the Lost Explorer and the Emerald Tablet, Stimme)
- 2022: Die Erben der Erde (Los herederos de la tierra, Fernsehserie, 2 Episoden)
- 2022: Zasback (Fernsehserie, Episode 1x01 Hugo Silva)
- 2022: Die Mädchen aus der letzten Reihe (Las de la última fila, Fernsehserie, 2 Episoden)
- 2023: Tú también lo harías (Fernsehserie, 8 Episoden)
- 2023: Bird Box: Barcelona
- 2023: Ocho apellidos marroquís
- 2023: Berlín (Fernsehserie, 8 Episoden)
- 2025: La llum de l'Aisha (Stimme)
- 2025: El secreto del orfebre